# 维勒堡
维勒堡（法語：Villebourg，法語發音：[vilbuʁ]）是法国安德尔-卢瓦尔省的一个市镇，位于该省西北部，属于图尔区。

## 地理
维勒堡（47°39'1"N, 0°31'44"E）面积12.36 平方千米，位于法国中央-卢瓦尔河谷大区安德尔-卢瓦尔省，该省份为法国中西部省份，北起萨尔特省、东北接卢瓦-谢尔省，东南接安德尔省，南至维埃纳省，西临曼恩-卢瓦尔省。
与维勒堡接壤的市镇（或旧市镇、城区）包括：图赖讷地区比埃伊、代姆河畔埃佩涅、奈河畔圣克里斯托夫、圣帕泰尔恩拉康、迪赛苏库西永。

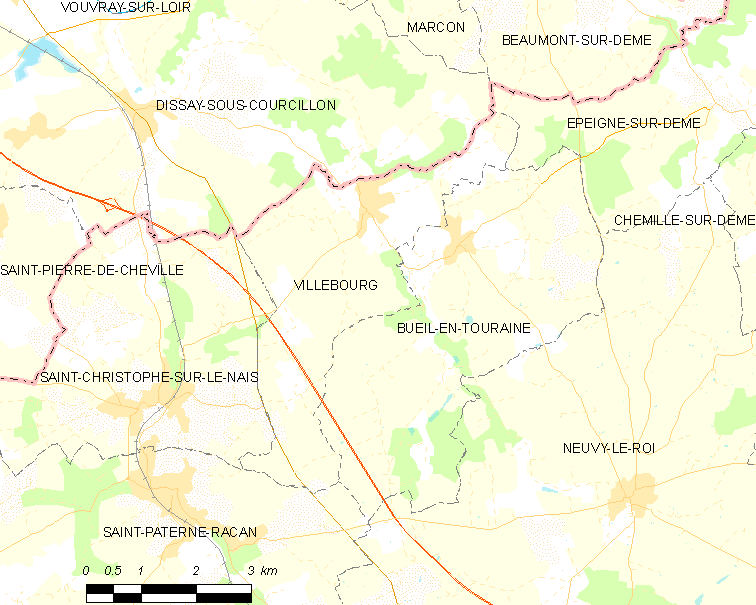
维勒堡的OSM定位图

维勒堡的时区为UTC+01:00、UTC+02:00（夏令时）。

## 行政
维勒堡的邮政编码为37370，INSEE市镇编码为37274。

## 政治
维勒堡所属的省级选区为雷诺堡县。

## 人口

1962-2008年间维勒堡人口变化图示

维勒堡于2022年1月1日时的人口数量为304人。